# Reinhard Libuda
Reinhard "Stan" Libuda (ur. 10 października 1943 w Wendlinghausen, zm. 25 sierpnia 1996 w Gelsenkirchen) – niemiecki piłkarz, boczny napastnik. Brązowy medalista MŚ 1970.
Trzykrotnie był piłkarzem FC Schalke 04. Grał w tym klubie w latach 1961–1965, 1968–1972 oraz 1973–1976. Bronił ponadto barw Borussii Dortmund (1965–1968) i francuskiego RC Strasbourg (1972–1973). Z Borussią w 1966 triumfował w Pucharze Zdobywców Pucharów. W Bundeslidze rozegrał 264 spotkań i strzelił 28 bramek
W reprezentacji RFN debiutował 28 września 1963 w meczu z Turcją. Do 1971 rozegrał w kadrze 26 spotkań i strzelił 3 bramki. Podczas MŚ 70 wystąpił w pięciu meczach RFN w turnieju i zdobył jedną bramkę.
Jego przydomek nawiązywał do sylwetki angielskiego piłkarza Stanleya Matthewsa. Był zamieszany w skandal korupcyjny w 1971.